# 布魯姆城堡
布魯姆城堡（Brougham Castle）位於英格蘭坎布里亞郡，屬於中世紀建築。建於13世紀初的羅馬式城堡，如今保留當初的石建城堡模樣，充分顯現當初用於保護及防衛英國莊園領地的原始模樣。
1264年－1269年，甫建完備的城堡領主數度易主，蘇格蘭戰爭期間，城堡修造更多防衛性設施，如堅固城門等。之後雖因防衛功能減低，數度轉賣或幾近荒廢，但是仍舊有其重要性。1930年代，該城堡成為國有，並變成英國的文化性遺產及該郡的觀光勝地之一。